# Musgravea stenostachya
Musgravea stenostachya är en tvåhjärtbladig växtart som beskrevs av F. Müll.. Musgravea stenostachya ingår i släktet Musgravea och familjen Proteaceae. Inga underarter finns listade i Catalogue of Life.